# Département d'Atlántida
Pour les articles homonymes, voir Atlántida.
Le département d'Atlántida (en espagnol : Departamento de Atlántida) est un des 18 départements du Honduras.

## Histoire
Le département a été créé en 1902, par démembrement partiel des départements de Yoro et de Colón.

## Géographie
Le département d'Atlántida est limitrophe :
- à l'ouest, du département de Cortés,
- au sud, du département de Yoro,
- à l'est, du département de Colón.

Le département dispose en outre d'une longue façade maritime, au nord, sur la mer des Antilles.
Il couvre une superficie de 4 251,20 km2.

## Climat
Le climat est tropical, et la région est abondamment arrosée.

## Subdivisions
Le département comprend 8 municipalités :
1. Arizona,
2. El Porvenir,
3. Esparta,
4. Jutiapa,
5. La Ceiba, chef-lieu (en espagnol : cabecera) et principale ville,
6. La Masica,
7. San Francisco,
8. Tela.

Tela est la seconde ville du département. Le nom de Ceiba provient d'un arbre mythique où la ville aurait été fondée.

## Démographie
La population, qui s'élève à 436 252 habitants au recensement de 2013, est majoritairement métisse, mais on y retrouve aussi des Indiens Garifunas.
La densité de population du département est de 103 hab./km2.

## Patrimoine naturel
Sur son territoire se trouvent plusieurs parcs nationaux, dont celui du Pico Bonito, de Punta sal et de Jeannette Kawas.